# Joona Toivanen
Joona Toivanen (* 1981) ist ein finnischer Jazzpianist und Komponist. Er lebt heute in Göteborg.
Toivanen, dessen jüngerer Bruder Taipani (* 1982) in seinem Trio als Bassist tätig ist, bildet seit 1997 mit dem Schlagzeuger Olavi Louhivuori, den er seit der Schulzeit kennt, sein Trio. Er studierte am Finnischen Konservatorium. Das Joona Toivanen Trio veröffentlichte im Jahr 2000 sein Debütalbum „Numurkah“. Bis heute legte das Trio vier weitere Alben vor. Seinem Quartett Jazz & Fly Fishing gehört ebenfalls sein Bruder an; der norwegische Gitarrist Håvard Stubø und der schwedische Schlagzeuger Fredrik Hamrå komplettieren die Band, die sich auf ihren Tourneen auch dem Fliegenfischen widmet.
Weiter gehörte er zu den Gruppen von My Engström-Renman, Anders Hagberg und Joakim Berghäll, mit denen er ebenfalls Tonträger veröffentlichte.

## Diskographische Hinweise
- Lone Room (CAM Jazz, 2016, solo)
- November (CAM Jazz, 2014)
- Polarities (Footprint Records, 2013) (solo)
- Jazz & Fly Fishing: Slow Walking Water (Bolage, 2011)
- At My Side (CAM Jazz, 2010)
- Frost (Blue Note, 2006)
- Lumous (2002)
- Numurkah (2000)